# Pedro González-Bueno
Pour les articles homonymes, voir Pedro Gonzalez (homonymie) et Gonzalez.
Pedro González-Bueno y Bocos, né à Madrid le 12 janvier 1896 et mort dans la même ville le 30 janvier 1985, est un ingénieur civil et homme politique espagnol. Militant monarchiste, il rejoint la Phalange espagnole puis la FET y de las JONS et occupe le poste de ministre de l'Organisation et de l'Action syndicale dans le premier gouvernement franquiste.

## Biographie
Né le 12 janvier 1896 à Madrid,, Pedro González Bueno y Bocos étudie à l'Institution libre d'enseignement. Il obtient un diplôme d'ingénieur civil des routes, canaux et ports en 1919. Ami personnel de Juan de la Cierva, dont il est camarade de promotion à la Escuela Especial de Ingenieros de Caminos, et de José Calvo Sotelo,, il fait partie du groupe de personnalités qui ont signé le manifeste fondateur du Bloque Nacional, une coalition de droite monarchiste durant la Seconde République espagnole. Au niveau professionnel, González Bueno travaille à la direction de la Sociedad Ibérica de Construcciones Eléctricas, une société dont il prend la tête après l'assassinat en 1936 de son président Luis Sánchez Cuervo.
González Bueno, installé en 1936 en Navarre, collabore avec le général Emilio Mola dans la préparation du coup d'État qui a conduit au déclenchement de la guerre civile espagnole. Bien que jusqu'au déclenchement du conflit il ait été un monarchiste alphonsin, il rejoint ensuite la Phalange espagnole. En avril 1937, après la promulgation du décret d'unification et la création de la FET y de las JONS, Franco nomme González Bueno membre du secrétariat politique du nouveau parti. Homme proche de Ramón Serrano Súñer, González Bueno devient ministre du premier gouvernement franquiste et obtient le portefeuille des Organisations et de l'Action syndicale entre janvier 1938 et août 1939. Ce nouveau ministère assume les fonctions de l'ancien ministère du Travail. En tant que ministre, il promulgue la Charte du travail et initie ce qui mènera à la création du Syndicat vertical en 1940. La création de l'Instituto Nacional de la Vivienda et des tribunaux du travail sont également de son fait.
Après avoir quitté son poste en 1939, il n'occupe plus aucun poste politique d'importance. Les fonctions syndicales sont assumées par la nouvelle Delegación Nacional de Sindicatos qui dépend du parti unique de la FET y de las JONS, détachée du désormais défunt ministère de l'Organisation et de l'Action syndicale et dirigée par le phalangiste Gerardo Salvador Merino.
Pendant le régime franquiste, González Bueno occupe d'autres fonctions. Il est membre du Conseil national de la FET y de las JONS et procurador  aux Cortes franquistes. Il est également président de la Commission du travail de l'Institut de rationalisation du travail et membre du conseil d'administration de Renfe, une société dont il est également un temps vice-président,. En 1945, il élabore un plan d'électrification des chemins de fer qui fait l'objet d'une loi adoptée en avril 1946. Il retourne ensuite dans le secteur privé où il est à la tête successivement de plusieurs entreprises. Il meurt à Madrid le 30 janvier 1985.

## Distinctions
- Grand-croix de l’ordre d'Isabelle la Catholique (1939)
- Grand-croix de l’Ordre de Cisneros (1944)[19]
- Grand-croix de l'Orden Imperial del Yugo y las Flechas (1963)
- Médaille d'or du Mérito en el Trabajo (1970)